# Regnault (1924)
Regnault (Q113) – francuski oceaniczny okręt podwodny z okresu okresu międzywojennego, czwarta jednostka typu Lagrange. Została zwodowana 25 czerwca 1924 roku w stoczni Arsenal de Toulon i w tym samym roku ukończona. Okręt służył w Marine nationale do 1937 roku.

## Projekt i budowa
„Regnault” zamówiony został na podstawie programu rozbudowy floty francuskiej z 1913 roku. Okręt zaprojektował inż. Julien Hutter, lekko modyfikując swój poprzedni projekt Dupuy de Lôme, zakładając zastosowanie dwóch turbin parowych systemu Parsonsa o mocy 2000 koni mechanicznych (KM) każda oraz niewielki wzrost wyporności. W trakcie budowy z pomysłu zrezygnowano, wyposażając okręt w silniki Diesla.
„Regnault” zbudowany został w Arsenale w Tulonie. Stępkę okrętu położono w 1913 roku, lecz następnie budowę zawieszono. Jednostka została zwodowana dopiero 25 czerwca 1924 roku. Okręt otrzymał nazwę na cześć francuskiego chemika i fizyka, H.V. Regnaulta.

## Dane taktyczno–techniczne
„Regnault” był dużym, oceanicznym okrętem podwodnym. Długość całkowita wynosiła 75,2 metra, szerokość 6,39 metra i zanurzenie 3,62 metra. Wyporność w położeniu nawodnym wynosiła 920 ton, a w zanurzeniu 1318 ton. Okręt napędzany był na powierzchni przez dwa silniki Diesla Sulzer o łącznej mocy 2600 KM. Napęd podwodny zapewniały dwa silniki elektryczne Belfort o łącznej mocy 1640 KM. Dwuśrubowy układ napędowy pozwalał osiągnąć prędkość 16,5 węzła na powierzchni i 11 węzłów w zanurzeniu. Zasięg wynosił 4300 Mm przy prędkości 10 węzłów w położeniu nawodnym oraz 125 Mm przy prędkości 5 węzłów pod wodą. Dopuszczalna głębokość zanurzenia wynosiła 50 metrów.
Okręt wyposażony był w osiem wyrzutni torped kalibru 450 mm (cztery wewnętrzne na dziobie, dwie na rufie i dwie zewnętrzne), z łącznym zapasem 10 torped oraz dwa pokładowe działa kal. 75 mm z zapasem amunicji wynoszącym 440 naboi. Załoga okrętu składała się z 4 oficerów oraz 43 podoficerów i marynarzy.

## Przebieg służby
„Regnault” został wcielony do służby w Marine nationale w 1924 roku. Okręt otrzymał numer taktyczny Q113. Pełnił służbę na Morzu Śródziemnym do 1937 roku, kiedy skreślony został z listy floty.